# Hrvatski atletski savez
Hrvatski atletski savez (pl. Chorwacki Związek Lekkiej Atletyki) – chorwacka federacja lekkoatletyczna. Organizacja powstała w roku 1992 po rozpadzie Jugosławii. Prezesem jest Luciano Sušanj. Siedziba związku znajduje się w stolicy kraju - Zagrzebiu. Hrvatski atletski savez jest członkiem European Athletics.